# K League 1983
Korean Super League 1983 var den 1:a säsongen av Sydkoreas högsta division i fotboll for herrar. Totalt fem lag deltog i ligan. De var Daewoo, Hallelujah FC, Kookmin Bank FC, POSCO och Yukong Elephants.
Den första säsongen av K League spelades som en turné där varje omgång spelades i en ny stad och arena. Alla fem lagen spelade fyra matcher mot varje annat lag och de totalt 40 matcherna spelades i nio olika städer. Säsongen började den 8 maj och slutade den 25 september med Hallelujah FC som K Leagues första mästare.

## Tabeller

### Poängtabell
| Nr | Lag              | S  | V | O | F  | GM | IM | MS  | P  |
| -- | ---------------- | -- | - | - | -- | -- | -- | --- | -- |
| 1  | Hallelujah FC    | 16 | 6 | 8 | 2  | 28 | 20 | +8  | 20 |
| 2  | Daewoo           | 16 | 6 | 7 | 3  | 21 | 14 | +7  | 19 |
| 3  | Yukong Elephants | 16 | 5 | 7 | 4  | 26 | 22 | +4  | 17 |
| 4  | POSCO            | 16 | 6 | 4 | 6  | 21 | 21 | 0   | 16 |
| 5  | Kookmin Bank FC  | 16 | 3 | 2 | 11 | 11 | 30 | −19 | 8  |

### Resultattabell
| Arena                   | Stad      | Matcher                                | Datum        |
| ----------------------- | --------- | -------------------------------------- | ------------ |
| Dongdaemun Stadium      | Seoul     | 1–1 Hallelujah FC - Yukong Elephants   | 8 maj        |
| Dongdaemun Stadium      | Seoul     | 1–1 Daewoo - POSCO                     | 8 maj        |
| Dongdaemun Stadium      | Seoul     | 0–3 Kookmin Bank FC - Hallelujah FC    | 9 maj        |
| Dongdaemun Stadium      | Seoul     | 1–1 POSCO - Yukong Elephants           | 9 maj        |
| Busan Gudeok Stadium    | Busan     | 3–3 Hallelujah FC - Yukong Elephants   | 14 maj       |
| Busan Gudeok Stadium    | Busan     | 0–2 Kookmin Bank FC - Daewoo           | 14 maj       |
| Busan Gudeok Stadium    | Busan     | 1–0 Yukong Elephants - Kookmin Bank FC | 15 maj       |
| Busan Gudeok Stadium    | Busan     | 1–1 POSCO - Daewoo                     | 15 maj       |
| Daegu Civic Stadium     | Daegu     | 3–0 Daewoo - Kookmin Bank FC           | 22 maj       |
| Daegu Civic Stadium     | Daegu     | 2–2 Hallelujah FC - POSCO              | 22 maj       |
| Daegu Civic Stadium     | Daegu     | 0–0 Yukong Elephants - Daewoo          | 23 maj       |
| Daegu Civic Stadium     | Daegu     | 1–0 POSCO - Kookmin Bank FC            | 23 maj       |
| Jeonju Stadium          | Jeonju    | 1–2 Yukong Elephants - Daewoo          | 25 juni      |
| Jeonju Stadium          | Jeonju    | 1–1 Hallelujah FC - Kookmin Bank FC    | 25 juni      |
| Jeonju Stadium          | Jeonju    | 3–3 Daewoo - Hallelujah FC             | 26 juni      |
| Jeonju Stadium          | Jeonju    | 1–0 Kookmin Bank FC - POSCO            | 26 juni      |
| Daejeon Hanbat Stadium  | Daejeon   | 4–0 Yukong Elephants - POSCO           | 2 juli       |
| Daejeon Hanbat Stadium  | Daejeon   | 0–1 Daewoo - Hallelujah FC             | 2 juli       |
| Daejeon Hanbat Stadium  | Daejeon   | 0–1 Yukong Elephants - Kookmin Bank FC | 3 juli       |
| Daejeon Hanbat Stadium  | Daejeon   | 0–1 Hallelujah FC - POSCO              | 3 juli       |
| Dongdaemun Stadium      | Seoul     | 2–4 Yukong Elephants - POSCO           | 25 augusti   |
| Dongdaemun Stadium      | Seoul     | 1–2 Kookmin Bank FC - Daewoo           | 25 augusti   |
| Andong Stadium          | Andong    | 2–2 Hallelujah FC - Yukong Elephants   | 27 augusti   |
| Andong Stadium          | Andong    | 4–0 POSCO - Kookmin Bank FC            | 27 augusti   |
| Daegu Civic Stadium     | Daegu     | 3–0 Hallelujah FC - Kookmin Bank FC    | 31 augusti   |
| Daegu Civic Stadium     | Daegu     | 0–2 POSCO - Daewoo                     | 31 augusti   |
| Busan Gudeok Stadium    | Busan     | 1–4 Yukong Elephants - Kookmin Bank FC | 7 september  |
| Busan Gudeok Stadium    | Busan     | 1–1 Daewoo - Hallelujah FC             | 7 september  |
| Gwangju Mudeung Stadium | Gwangju   | 1–1 Kookmin Bank FC - Daewoo           | 10 september |
| Gwangju Mudeung Stadium | Gwangju   | 2–0 Yukong Elephants - POSCO           | 10 september |
| Dongdaemun Stadium      | Seoul     | 3–1 POSCO - Kookmin Bank FC            | 13 september |
| Dongdaemun Stadium      | Seoul     | 2–2 Yukong Elephants - Hallelujah FC   | 13 september |
| Chuncheon Civic Stadium | Chuncheon | 0–1 POSCO - Daewoo                     | 17 september |
| Chuncheon Civic Stadium | Chuncheon | 1–0 Hallelujah FC - Kookmin Bank FC    | 17 september |
| Dongdaemun Stadium      | Seoul     | 2–1 Yukong Elephants - Daewoo          | 20 september |
| Dongdaemun Stadium      | Seoul     | 2–3 Hallelujah FC - POSCO              | 20 september |
| Dongdaemun Stadium      | Seoul     | 2–1 Hallelujah FC - Daewoo             | 22 september |
| Dongdaemun Stadium      | Seoul     | 4–1 Yukong Elephants - Kookmin Bank FC | 22 september |
| Masan Stadium           | Masan     | 1–0 Hallelujah FC - POSCO              | 25 september |
| Masan Stadium           | Masan     | 0–0 Yukong Elephants - Daewoo          | 25 september |

### Skytteliga
| Nr | Spelare       | Lag              | Mål |
| -- | ------------- | ---------------- | --- |
| 1  | Park Yoon-ki  | Yukong Elephants | 9   |
| 2  | Lee Chun-seok | Daewoo           | 8   |
| 3  | Lee Kil-young | POSCO            | 7   |
| 4  | Lee Jang-soo  | Yukong Elephants | 6   |
| 4  | Oh Seok-jae   | Hallelujah FC    | 6   |
| 6  | Kim Hee-chul  | POSCO            | 5   |
| 7  | Chung Hae-won | Daewoo           | 4   |
| 7  | Park Sang-in  | Hallelujah FC    | 4   |